# 3221 Changshi
A 3221 Changshi (ideiglenes jelöléssel 1981 XF2) a Naprendszer kisbolygóövében található aszteroida. A Bíbor-hegyi Obszervatórium fedezte fel 1981. december 2-án.